# Calamagrostis ponojensis
Calamagrostis ponojensis là một loài thực vật có hoa trong họ Hòa thảo. Loài này được Montell mô tả khoa học đầu tiên năm 1944.